# Живетский ярус
| система                                                                          | система | отдел        | ярус         | Ниж. граница, млн лет |        |
| -------------------------------------------------------------------------------- | ------- | ------------ | ------------ | --------------------- | ------ |
| Карбон                                                                           | Мис.    | Нижний       | Турнейский   | 358,86 ±0,19          |        |
| Девон                                                                            | Девон   | Верхний      | Фаменский    | 372,15 ±0,46          |        |
| Девон                                                                            | Девон   | Верхний      | Франский     | 382,31 ±1,36          |        |
| Девон                                                                            | Девон   | Средний      | Живетский    | 387,95 ±1,04          |        |
| Девон                                                                            | Девон   | Средний      | Эйфельский   | 393,47 ±0,99          |        |
| Девон                                                                            | Девон   | Нижний       | Эмсский      | 410,62 ±1,95          |        |
| Девон                                                                            | Девон   | Нижний       | Пражский     | 413,02 ±1,91          |        |
| Девон                                                                            | Девон   | Нижний       | Лохковский   | 419,62 ±1,36          |        |
| Силур                                                                            | Силур   | Пржидольский | Пржидольский | больше                | больше |
| Деление и золотые гвозди в соответствии с IUGS по состоянию на декабрь 2024 года |         |              |              |                       |        |

Живетский ярус — верхний ярус среднего девона. Охватывает породы, образовавшиеся от 387,95 ±1,04 до 382,31 ±1,36 млн лет назад. Назван в честь коммуны Живе (Франция, близ границы с Бельгией). Ниже залегают породы эйфельского яруса среднего девона, выше — франского яруса верхнего девона. Впервые выделен бельгийским геологом Жаном Батистом Жюльеном д’Омалиусом д’Аллуа в 1839 году. В 1880 выводы д’Аллуа были уточнены французским геологом Жюлем Госслэ в Арденнах. Соответствует наступлению моря (девонской трансгрессии) на континентальные платформы.

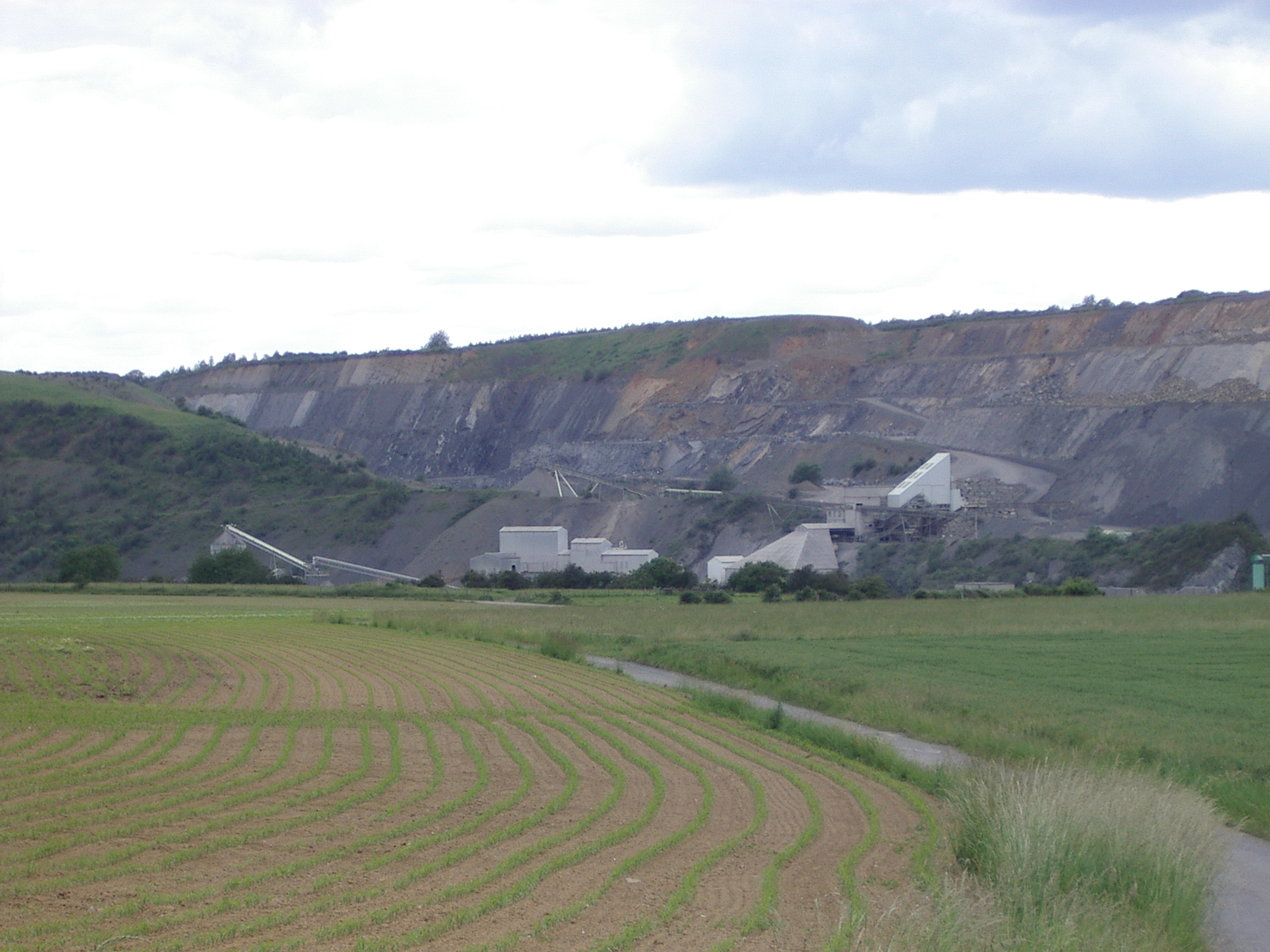
Карьер в Живе

Отложения яруса представлены морскими, лагунными и континентальными осадками. Среди морских отложений преобладают карбонатные осадки с брахиоподами (Stringocephalus burtinii Defr., Uncites gryphus Schloth и др.), реже древними аммонитами — гониатитами (Maenioceras, Agoniatites) и др. Значительно распространены также лагунные и континентальные отложения (северо-западная часть России, Прибалтика, Шотландия и др.), представленные красноцветными песчаниками и глинами с остатками панцирных рыб (Pterichthys, Coccosteus и др.), плеченогих лингул, рачков-эстерий и растений. К отложениям яруса приурочены залежи нефти, бокситов и каменного угля.

## Определение
Нижняя граница яруса согласно GSSP (Global Stratotype Section and Point) определена по основанию 123 слоя в разрезе Jebel Mech Irdane в районе Тафилальт (Тафилет) в Марокко. Нижняя граница яруса соответствует первому появлению конодонтов Polygnathus hemiansatus и лежит немного выше первого появления гониатитов рода Maenioceras.

## Галерея

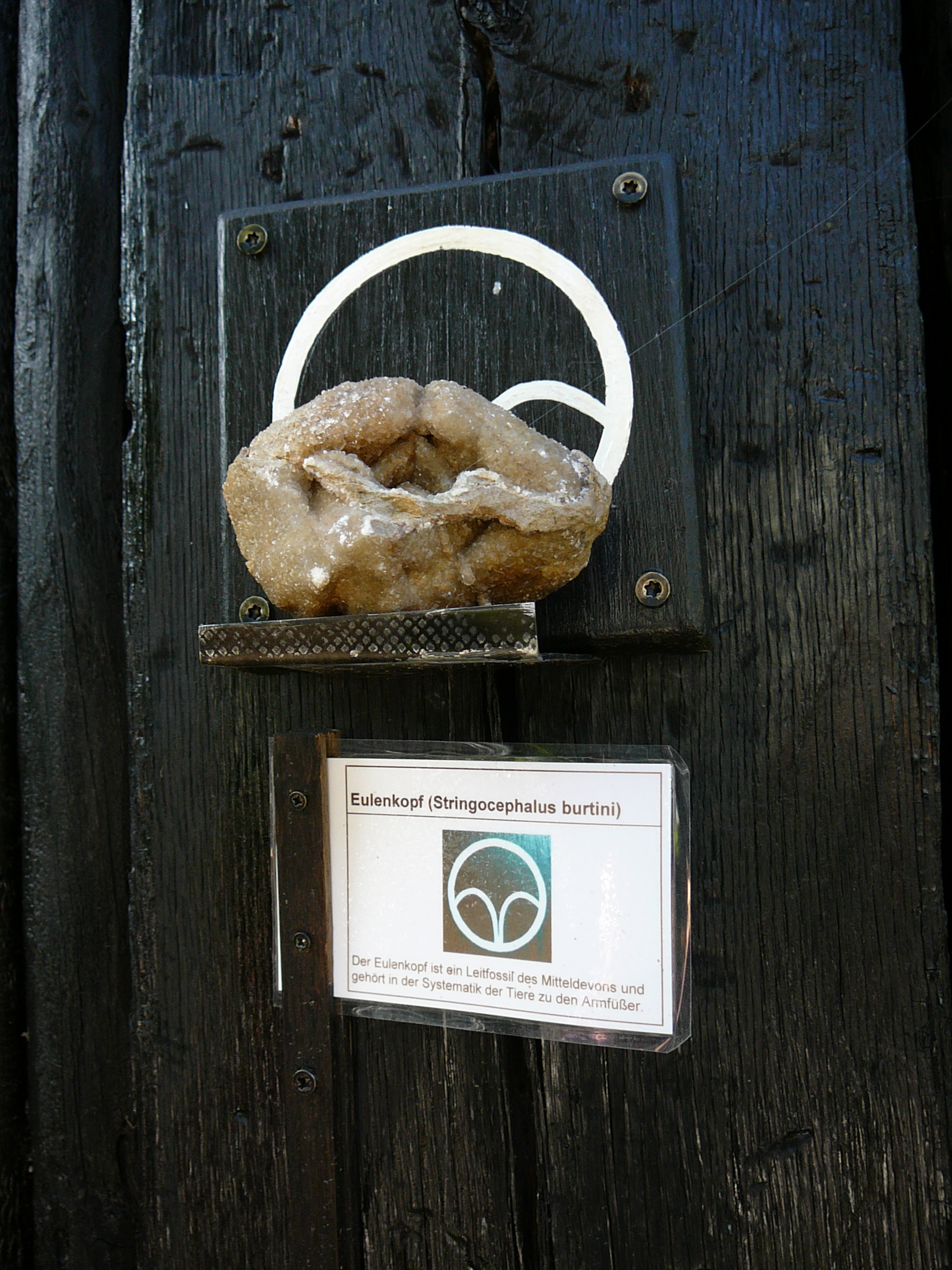
Девонские брахиоподы
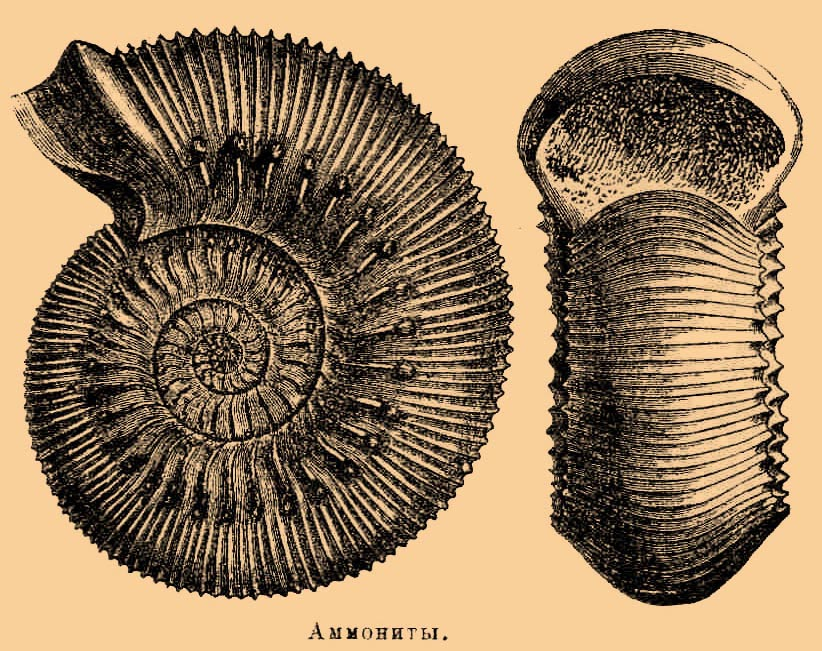
Аммониты
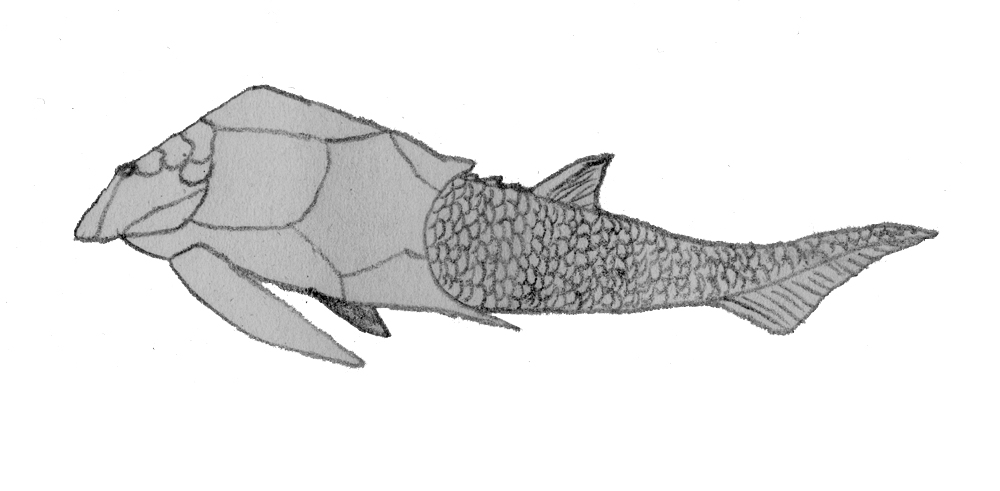
Панцирная рыба Pterichthyodes